# Juliane Kay
Juliane Kay, nom de plume d'Ernestine Aloisia Smreker ou Baumann (née le 9 janvier 1904 à Vienne, morte le 8 septembre 1968 dans la même ville) est une écrivaine et scénariste autrichienne.

## Biographie
Après avoir fréquenté une école de théâtre, Juliane Kay joue à Innsbruck, Munich, Dresde, Vienne et Berlin. À partir de 1923, elle est aussi active dans la littérature et écrit d'abord des pièces qu'elle met en scène, comme sa pièce folklorique Das Dorf und die Menschheit en 1934, avec Agnes Straub dans le rôle principal lors de la première. La pièce Der Schneider treibt den Teufel aus est donnée au Berliner Lustspielhaus.
En 1939, elle donne son premier scénario. Elle co-écrit plusieurs films dans les années 1950. L'intrigue de ces productions tourne principalement autour de l'amour et des problèmes familiaux. En 1953, Juliane Kay reçoit un Bundesfilmpreis du meilleur scénario pour Vergiß die Liebe nicht. Au cours des dernières années, elle écrit principalement des romans. Elle vit longtemps à Munich puis retourne à Vienne.

## Filmographie
- 1939 : Éveil (de)
- 1949 : Vagabunden (de)
- 1951 : La Dernière Ordonnance
- 1952 : Wenn abends die Heide träumt (de)
- 1953 : Vergiß die Liebe nicht (de)
- 1954 : Eine Frau von heute (de)
- 1954 : Le Premier Baiser
- 1955 : Du bist die Richtige (de)
- 1955 : Geliebte Feindin (de)
- 1955 : Die Toteninsel (de)
- 1955 : Le Joyeux Vagabond
- 1956 : Régine
- 1956 : Die goldene Brücke (de)
- 1956 : Der erste Frühlingstag (de)
- 1956 : Das Donkosakenlied (de)
- 1957 : Die liebe Familie
- 1957 : Wie schön, daß es dich gibt (de)
- 1957 : Alle Wege führen heim (de)
- 1957 : Ein Stück vom Himmel
- 1958 : Im Prater blüh'n wieder die Bäume
- 1958 : Résurrection
- 1958 : Le Labyrinthe de l'amour
- 1958 : Ohne Mutter geht es nicht
- 1959 : Die unvollkommene Ehe
- 1960 : Gustav Adolfs Page (de)
- 1969 : Leni (TV)